# Itabaiana (Sergipe)
Itabaiana é um município da Microrregião do Agreste de Itabaiana, na Mesorregião do Agreste Sergipano, no estado de Sergipe, no Brasil. É a cidade mais populosa do interior de Sergipe, com 103 439 habitantes, ficando a 54 km da capital. É o municipio sede da Região Intermediária de Itabaiana e detém o titulo de Capital Nacional do Caminhão devido a sua afinidade econômica e cultural com a atividade. 

## História
Até o século XVI, a região do atual município era habitado por povos indígenas do Brasil. Com a descoberta do Brasil pelos portugueses em 1500, a Coroa Portuguesa, visando à colonização do novo continente, em 1534 dividiu-o em capitanias hereditárias, tendo o território sergipano sido dado a Francisco Pereira Coutinho. Com a morte deste, seu filho, Manoel Pereira Coutinho, fracassando na exploração das terras, vendeu sua capitania à Coroa Portuguesa, em 1549. Em 1590, a expedição de Cristóvão de Barros liquida os indígenas e se inicia o processo de colonização portuguesa de Sergipe.
Datam, dessa época, as primeiras notícias de terras doadas a sete lavradores para colonizarem as cidades circunvizinhas do rio Sergipe. Através de sesmarias (terrenos que eram concedidos pelos reis de Portugal e pelas autoridades coloniais portuguesas a sesmeiros – colonos ou cultivadores), as terras são repartidas entre os colonos, oriundos de Portugal e da Bahia.
Por essa época é que se dá início propriamente dito ao povoado de Itabaiana, com a distribuição de imenso número de sesmarias em suas terras, notadamente aquelas situadas à margem do rio Jacarecica. Os colonos contemplados com tais sesmarias, se espalhando em sítios pelas margens do rio, vão fundar o Arraial de Santo Antônio, a primeira povoação de Itabaiana, na região hoje conhecida por Igreja Velha, a uma légua do atual Centro da cidade de Itabaiana, erguendo-se uma capela, fundando a Irmandade das Santas Almas. Esta capela é registrada no mapa de Caspar Barlaeus, durante a invasão holandesa, datado provavelmente de 1641, data em que os holandeses pesquisaram ouro na Serra de Itabaiana.
O local onde se encontra hoje a sede do município, conhecida no século XVI como Caatinga de Ayres da Rocha, era primitivamente um sítio de propriedade do pároco de São Cristóvão, padre Sebastião Pedroso de Góes, que o vendeu em 9 de julho de 1675, por Rs. 60$000 (sessenta contos de réis), à Irmandade das almas de Itabaiana, sob a condição de, nele, ser edificado um templo sob a invocação de Santo Antônio e Almas de Itabaiana. Segundo Sebrão Sobrinho, a intenção do padre Sebastião era ver concretizada a criação da Freguesia de Santo Antônio e Almas de Itabaiana e, para tanto, mister se fazia que a igreja fosse edificada em terreno próprio. Como a capela de Santo Antônio estava edificada numa fazenda de propriedade particular, jamais a freguesia pôde ser criada.
Com a venda da caatinga de Ayres da Rocha à Irmandade, foi edificada a Igreja de Santo Antônio e Almas de Itabaiana, passando, para este lugar, a sede da vila, que até então funcionava na Igreja Velha.
A povoação foi crescendo e, já pelo ano de 1678, Itabaiana era distrito, possuindo paróquia desde outubro de 1675, permanecendo a invocação de Santo Antônio e Almas de Itabaiana. A paróquia de Itabaiana foi criada pelos governadores do arcebispado, na ausência do arcebispo dom Gaspar Barata de Mendonça.
A vila foi levantada pelo ouvidor dom Diego Pacheco de Carvalho, em 1698, sob a denominação de vila do Santo Antônio e Almas de Itabaiana. Em 1727, aparecia como já possuindo sua Câmara representando o município.
Sem embargo das lendas que ainda são correntes entre seus habitantes, necessário se torna uma referência às incursões de Belchior Dias Moreyra, que, em seus ensaios, depois de um demorado rodeio, fazia menção À prata, ao salitre e ao ouro da Serra de Itabaiana Assu.
Do roteiro da minas do Belchior Dias Moreyra, que andou por Itabaiana no início da colonização portuguesa da capitania, depreende-se que, naquela serra, se encontram jazidas de grandes riquezas minerais, sobretudo dos metais preciosos.
Do seu tempo, nada se pôde colher, tendo, como Clodomir Silva, no Álbum de Sergipe, de 1920, se valido das referências que se fizeram a estas minas e documentos que datam de 1725 e 1753 que o próprio autor considera bordados dos adornos da fantasia. Assegura que os informes a respeito se baseiam na visão do povo e nas informações de afeiçoados à família do explorador.
Os acontecimentos no fim do século XVIII, com pequenas lutas entre capitães-mores e ouvidores, um ou outro levante de índio, não forneceram subsídios que se pudessem considerar de valor histórico, para indicar o desenvolvimento do município, que já se estabilizava, aparecendo como o terceiro dos mais populosos do estado de Sergipe no início do século XIX.
Simão Dias Francês, dentro do que se fala e do que se escreve, vaqueiro e figura essencialmente atrativa, foi o tema de muitos trabalhos, todos posteriores às "Histórias Perdidas", de Joaquim de Oliveira, fonte principal onde muitos foram se inspirar.
Contam os que escreveram a história de Sergipe que o pai de Simão Dias Francês era guerreiro. No Brasil, estava ele como membro das tropas francesas saqueadoras do pau-brasil.
Em Sergipe, seus superiores, depois de conquistar a amizade e confiança dos indígenas, tentavam convencê-los da necessidade de invadir a Capitania da Baía de Todos os Santos lado a lado com os franceses, o que seria uma possibilidade a mais para a vitória. Enquanto isso, soldados franceses, inclusive o futuro pai de Simão Dias, tinham relacionamentos amorosos com índias.
Em 1586, Luiz de Brito, com forte expedição, surpreende os índios e os franceses, vencendo-os em inúmeras batalhas, uma das quais travada no Bojo da Serra da Cajaíba. O soldado francês e sua índia fogem mata adentro e se alojam no local onde hoje é Itabaiana.
Em 1594, sob a sombra da secular quixabeira situada onde hoje está a matriz, nasceu, das entranhas da índia sergipana, um menino. A mãe morreu vítima do parto. Simão Dias Francês foi alimentado por uma cabra. Com um ano do nascimento, o menino perdeu o pai. Sozinho, a cabra, conta a lenda, continuou a lhe alimentar, até que os colonos descobriram o garoto e lhe conduziram para o Arraial de Santo Antônio, onde, mais tarde, se tornou vaqueiro de Luiz Rabelo. Em 1637, receosos das ameaças do conde de Bagnolo à época da invasão holandesa em Sergipe, Simão Dias, com 47 anos, já casado, invadiu as matas de caiçara, preludiando a colonização e o povoamento das terras que mais tarde receberiam seu nome.
É certo que, acerca de Simão Dias Francês, se misturam lendas e história. É difícil precisar onde começa a lenda e onde termina a história. Não foi delimitada ainda a questão.
A vila de Santo Antônio e Almas de Itabaiana, por força da resolução Provincial de número 301, de 28 de agosto de 1888, elevado à categoria de cidade, na presidência de Francisco Paula Preste Pimentel.

### 1800-1950
Entre 1800 e 1950, nada foi alterado, e uma Câmara Municipal continuou administrando a cidade até 1890. Durante o restante do período, assim como ocorria na cena política nacional, o cenário político itabaianense foi conturbado devido a várias sucessões no poder.
No período que data de 1930 a 1950, coincidente com os quinze anos do governo Getulista, assim como na República Velha, foi grande a sucessão no poder.

### Era Euclidiana
Eleito em 1950 para prefeito, Euclides Paes Mendonça iniciou sua participação efetiva na vida política. Em 1964, Euclides e seu domínio são finalizados quando, juntamente com o seu filho, o deputado estadual Antônio de Oliveira Mendonça, foram assassinados na porta da prefeitura em confusão durante uma passeata requerendo água. Inicialmente, acusaram o seu adversário político de maior oposição, Francisco Teles de Mendonça (o Chico de Miguel), o qual foi processado e levado para o Tribunal do Júri e inocentado. Desde então, cogita-se ter sido um crime político, mas até hoje não se sabe de onde partiram os tiros que acabaram com a vida de Euclides e seu filho. Atualmente, cogita-se que tal crime político foi cometido a mando do seu rival Mané Teles.

### Fim da era Euclidiana e contemporaneidade
Com a morte de Euclides, começou a se destacar Francisco Teles de Mendonça, conhecido como Chico de Miguel, que mandou na cena política direta ou indiretamente até 1987.
Em 1987, o candidato a prefeito apoiado por Chico de Miguel perdeu o pleito para Luciano Bispo de Lima, o qual lançou, em 1992, João Alves dos Santos (João de Zé de Dona) como seu sucessor na prefeitura. João de Zé de Dona sagrou-se vitorioso e, meses depois, rompeu com Luciano. Candidatou-se a deputado estadual em 1994 e elegeu-se, mas, em 1996, Luciano abandonou a câmara estadual para candidatar-se mais uma vez ao cargo de prefeito. Elegeu-se e, em 2000, foi reeleito, completando, assim, seu terceiro mandato enquanto prefeito. Em 2004, seu candidato à eleição perde para a ex-prefeita: Maria Vieira de Mendonça, filha de Chico de Miguel. Em 2008, Luciano Bispo de Lima vence a prefeita Maria Mendonça, que tentava a reeleição, e parte para seu quarto mandato.

### Fragmentação de Itabaiana
Itabaiana, no século XIX, possuía um território bastante amplo.

#### Campo do Brito
No início do século XX, Campo do Brito desmembra-se de Itabaiana com um território equivalente hoje às cidades de Pedra Mole, Pinhão, Macambira e São Domingos.

#### São Domingos
A formação do povoado teve início em 1924, após muitas lutas para transformar as primeiras casas de taipa em casas de alvenaria. Em 21 de outubro de 1963, São Domingos desmembra-se de Campo do Brito, antigo território de Itabaiana.

#### Ribeirópolis
Segundo informações obtidas das cartas de sesmarias da capitania de Sergipe Del Rey, a colonização dessa região verificou-se entre 1602 e 1675, ainda como povoado era conhecida como “Saco do Ribeiro”, que pertencia a Itabaiana até o local onde se encontrava a residência de Simão Dias (fazendeiro que residiu por volta de 1637). A partir de 1927 é que começou a evolução política, por meio da Lei Estadual 997, de 21 de outubro, que criava o Distrito de Paz do Saco do Ribeiro, que pertencia a Itabaiana. Em 18 de dezembro de 1933, por força do Decreto Estadual 188, Ribeirópolis foi desmembrada de Itabaiana.

#### Moita Bonita
Moita Bonita, localizada na porção central de Itabaiana, surgiu do desmembramento de um povoado de Itabaiana. Foi elevada à categoria de vila] em 1957 e emancipada em 12 de março de 1963, graças a Pedro Paes Mendonça, residente e político da Serra do Machado, em Ribeirópolis. Recebeu esse nome graças à junção do nome de um povoado Moita de Cima e as grandes e belas árvores da região, ficando então "Moita Bonita".

#### Frei Paulo
As terras de Frei Paulo foram descobertas por volta de 1868 por missionários capuchinhos, entre eles frades Davi, Umbértide e Paulo Antonio Casanova. Este último é quem dará o nome ao município. O lugar era conhecido como as "matas de Itabaiana". Em 23 de outubro de 1920, por forte influência de um dos filhos mais ilustres de São Paulo, o engenheiro Gentil Tavares da Mota, a vila muda para a categoria de cidade. Em março de 1938, por conta de uma lei que proibia dois ou três municípios com o mesmo nome, São Paulo do sertão sergipano ganha o nome de Frei Paulo, homenageando o seu fundador.

## Etimologia
Os primeiros documentos que tratam da região, apresentam denominações diferentes para o lugar. Os nomes mais frequentes são "Itanhama" ou "Tabaiana". A forma Itabaiana parece ter se definida no século XVII. Os holandeses, de quem não poder-se-ia esperar uma grafia muito correta, registraram a forma "Itapuna". A tradição tem uma versão popular demais para ser aceita por eruditos:
"Havia uma índia chamada Ita, vinda da província da Bahia. Quando ela dançava o povo explodia de entusiasmo: Ita, a baiana! Ita, a baiana!"
Para o historiador itabaianense Vladimir Souza Carvalho, o nome Itabaiana está historicamente ligado à sua serra, que tem o mesmo nome.
O termo Itabaiana, nome indígena, é o resultado da união dos sufixos "Ita" que significa pedra (a pedra é serra), "Taba" que significa aldeia (taba indígena), e "Oane" que significa alguém. Da junção dos três vocábulos, surgiu o nome Itabaiana, pela assimilação dos mesmos. Sendo assim, Itabaiana significa: Naquela serra tem uma aldeia, onde mora gente, naquela aldeia mora alguém. Porém, segundo o poeta da época, Manoel Passos de Oliveira Teles não acreditava na tradição. Por isso, fez um poema referindo-se à lenda do surgimento da serra de Itabaiana. Numa lenda indígena, havia um cacique castigado por Tupã que transformou seu corpo na Serra que posteriormente recebeu o nome de Itabaiana. Do sangue que jorrava do seu corpo, nasceu o rio Cotinguiba.
Abaixo, uma parte do longo poema:
Das pedras do caminho, foi à taba,
Do orgulhoso cacique, enfurecido,
Arrogante, quebrando a Lei antiga,
A santa Lei da hospitalidade,
Nunca farto de guerra, avesso à paz,
O velho injuriou com requintada,
Com alvar e feroz descarteza,
Negou-lhe água da fonte cristalina;
Negou-lhe caça morta, havia pouco;
Negou-lhe amiga rede de repouso.
Então do velho a forma vai mudando
Pouco a pouco. Relutam novas cores
E traços novos. Foge-lhe a figura.

## Geografia
Localiza-se a uma latitude 10º41'06" Sul e a uma longitude 37º25'31" Oeste, estando a uma altitude de 188 metros. Sua população, conforme estimativas do IBGE de 2022, é de 103 439 habitantes.
Itabaiana fica na região central do Estado de Sergipe e ocupa uma área de 337,295 quilômetros quadrados. É o mais importante município da microrregião do Agreste de Itabaiana.

### Relevo
O principal acidente geográfico do município é a Serra de Itabaiana. Consiste no segundo ponto mais alto do relevo do estado de Sergipe, com 659 metros de altitude. Está localizada entre os municípios de Itabaiana e Areia Branca. Nela, encontram-se cachoeiras e poços de águas cristalinas, como o Poço das Moças. Recentemente, a serra foi nomeada como Parque Nacional da Serra de Itabaiana. Também há o parque dos Falcões.

#### A Serra de Itabaiana
No interior da Serra de Itabaiana, atualmente funciona um escritório do Instituto Brasileiro do Meio Ambiente e dos Recursos Naturais Renováveis. Sua infraestrutura permite assessorar os estudantes e pesquisadores que se dirigem ao local, com o objetivo de aprofundar seus conhecimentos sobre as potencialidades da Serra. Os funcionários estão preparados para monitorar as visitas pedagógicas exibindo vídeos, slides e mapas, além de levar os interessados a se aventurar nas trilhas naturais que permanecem inalteradas pelo homem.
A serra tem convivido ao longo dos anos com diversos problemas decorrentes do desmatamento, queimadas e depredação. A criação da Estação Ecológica da Serra de Itabaiana, em 1978, pelo Governo do Estado, e a criação do Parque Nacional da Serra de Itabaiana, em 2006, pelo Governo Federal, fez com que mais recursos financeiros pudessem ser obtidos para a constante preservação desse ecossistema.

### Clima
O clima da cidade de Itabaiana é composto de um período de quatro a cinco meses de seca, sendo um clima semiárido, com temperaturas entre 34,5 °C e 35 °C, mais quente que a capital Aracaju.
De maio a setembro, a temperatura fica em torno dos 25 °C, chegando a fazer 18 °C nas noites mais frias.

### Vegetação
A vegetação é formada por plantas características do litoral e do sertão, por ser uma região de transição, ou seja, agreste. A devastação dessa formação florestal foi significativa, mas ela ainda existente em Frei Paulo, Riachão do Dantas, Areia Branca e Itabaiana. Encontram-se, nela, o cedro, a aroeira, a sucupira, a jaqueira, o mulungu, o Pau-d'arco, a peroba etc..

## Economia
Itabaiana é dona de um dos maiores comércios de Sergipe. É considerada a capital do caminhão, por ter o maior percentual de caminhão por pessoa do país.

### Agricultura
Suas atividades diversificadas e a rota comercial fazem de Itabaiana a intermediaria do fluxo de sua produção entre Aracaju (capital do estado) e o sertão, atraindo migrantes da Bahia, Minas Gerais, Pernambuco, Alagoas e do estado de Sergipe.
A agricultura em Itabaiana intensificou-se a partir da década de 1980, através da implantação de perímetros irrigados como Jacarecica e Ribeira. Estes perímetros são cultivados por pequenos agricultores e, neles, são produzidos cereais, frutas e verduras que abastecem todo o Estado de Sergipe.
O município é grande produtor de mandioca, batata-doce e tomate. Também possui um centro distribuidor de produtos agrícolas, que funciona no mercado hortifrutigranjeiro, criado em 1991 e que exerce uma grande atuação na microrregião. Esse mercado foi criado com o objetivo de melhor organizar a feira, já que é dela que muitas pessoas tiram o sustento.

### A feira de Itabaiana
Por muito tempo, mesmo quando Itabaiana elevou-se à categoria de vila, houve, no comércio, um predomínio de agricultores e comerciantes de secos e molhados (comércio de gênero alimentício).
Os tecidos se destacaram. Não havia confecções industrializadas e sim um número muito grande de alfaiates. Não existiam supermercados, só dois armazéns de secos e molhados, sendo que o principal fica onde é hoje o GBarbosa, e pertencia a Euclides Paes Mendonça.
A feira de sábado existe desde 1888 e sua localização dependia da política dominante. Quando o líder político era José Sebrão Carvalho, a feira era na Praça Fausto Cardoso, pois ele tinha casa comercial ao lado da igreja. E quando seu rival dominava, a feira passava para o largo Santo Antônio.
A feira continuou por muito tempo sem um local fixo. Apenas em 1928 foi definitivamente mudada para o Largo Santo Antônio, onde continua até hoje. Com o crescimento da feira, fez-se necessária a criação do Largo José do Prado Franco. O talho de carne continuou por muito tempo na Praça Fausto Cardoso. Só em 1947 é que o prefeito Jason Correia construiu o mercado no Largo Santo Antônio. A feira se concentrava dentro do primeiro mercado. Somente em 1939 (aproximadamente) é que foi feito calçamento de pedra da feira e ela ultrapassou o mercado.
Como a feira atraía muita gente de áreas circunvizinhas, no dia 22 de setembro de 1954 foi inaugurada também nos dias de quarta-feira. Em 1956, já existia um grande número de caminhões fazendo viagens para os grandes centros do Estado e para o sul do país, especialmente para o estado de São Paulo. Foi aproximadamente nesta época que se deu o início da expansão do comércio. Isso porque essas viagens proporcionavam acesso a uma variedade de mercadorias.
Comparando diretamente a mercadoria do sul do país, os produtos puderam ser vendidos a preço mais acessíveis. Além dos caminhões de feira, que transportam passageiros e mercadorias para outras cidades, também é comum na feira carroças de burro e carroças de mão, muito utilizados no transporte de mercadorias dentro da própria cidade.
Na feira, adquirem-se e comercializam-se produtos dos mais variados: agrícolas, manufaturados e industrializados. O próprio comércio local é beneficiado com as vendas, pois a disposição física da feira, em meio ao centro comercial, contribui para tal.
O maior deslocamento de pessoas se dá aos sábados. Nesse dia, a feira recebe desde comprador da capital, ate os compradores de outros municípios como os já destacados anteriormente no mapa das cidades sob influência comercial de Itabaiana.
Nas quartas-feiras, o movimento é bem menor, porém, tem se registrado um aumento no número de usuários neste dia, devido à variedade de produtos disponíveis no comércio.

### Comércio

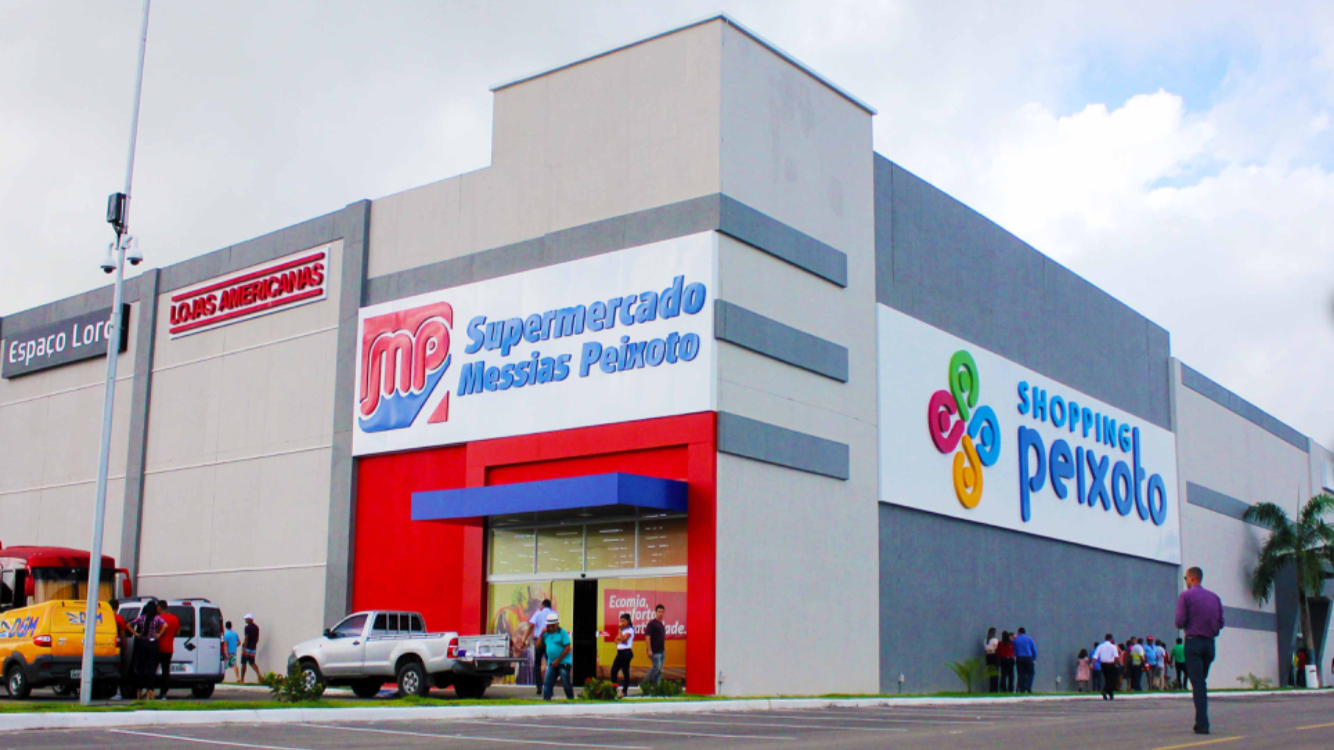
Shopping Peixoto

O comércio de Itabaiana é, seguramente, o maior do interior do estado de Sergipe. O município ostenta tal condição há mais de meio século, quando foi cognominado Celeiro de Sergipe, por ser, à época, o que mais se destacava na produção de alimentos e no abastecimento à capital.
O comércio itabaianense é secularmente vigoroso, o que comprovam incessantes ofícios do Presidente da Província de Sergipe (na era monárquica brasileira), em 1835, para que os feirantes de Itabaiana fossem a São Cristóvão, então Capital de Sergipe, para fazer funcionar a feira livre ali criada em julho daquele ano. Por volta de 1870, Itabaiana era o maior mercado de Sergipe e um dos maiores no abate de gado.
O núcleo do comércio ainda é a feira livre realizada aos dias de sábado e quarta-feira num espaço de mais de vinte mil metros quadrados. Em volta da mesma, se concentra metade do comércio lojista. Somente depois da década de 1970 é que, com abertura de largas avenidas e o vigoroso crescimento do sítio urbano, passou a haver uma maior difusão dos estabelecimentos.
Itabaiana dispõe ainda de um grande número de estabelecimentos comerciais, com destaque para o comércio do ouro, que é vendido em grande escala e muita variedade a preços acessíveis. Por força desta presença do metal nobre, Itabaiana é considerada a terra do ouro.
Itabaiana se destaca entre uma das principais cidades do estado com maior concentração de atividades comerciais com a presença de estabelecimentos atacadistas, além de varejistas. Os comerciantes itabaianenses compram produtos de fora e revendem, inclusive enviando produtos locais para outras áreas do país. Além disso, Itabaiana é um grande centro de mercadorias comerciais como alimentícios, têxteis, material de construção etc., para os municípios vizinhos e as populações dos povoados do interior do estado.
O comércio da cidade serrana aumentou com a inauguração do Shopping Peixoto, que se tornou o primeiro shopping fora da Grande Aracaju, um novo local de cultura e mais um grade empreendimento dos comerciantes de Itabaiana.

### Pecuária
No que diz respeita à pecuária, Itabaiana não tem, na criação de gado, sua principal atividade. Nos últimos anos, o município tem tido grande expressão na criação de aves destinadas ao abate e à produção de ovos, por estar situada próximo à capital.

### Indústria
Em Itabaiana, há indústrias de pequeno porte (bens de consumo): calçados, bebidas, cerâmica, móveis, algodão, alumínio, de carrocerias de caminhões e implementos rodoviários. Embora a maior renda esteja concentrada em fretes de caminhão, dando origem a uma grandiosa festa em torno desses profissionais, a "Festa do Caminhoneiro", que contribui para o progresso do município, festa essa culminando com shows artísticos, brincadeiras, café da manhã e desfiles de caminhões pelas ruas da cidade. No atual momento, ganhou o posto de "capital nacional do caminhão".

## Cultura

### Vida musical de Itabaiana
Foi na música que o itabaianense mais se destacou. Principalmente pela escassez de diversões numa cidade pequena, a sua mocidade, desde os doze anos, praticamente, se entregava de corpo e alma aos estudos musicais.
A vida musical começou de forma mais acentuada a partir do século XVIII, e vem, portanto, alicerçada em dois séculos sob o rótulo de várias filarmônicos e de nomes célebres de maestros, em termos regionais.
O padre Francisco da Silva Lobo (1745-1768) fundou uma orquestra sacra para acompanhar os ritos religiosos. Foi com essa orquestra que o padre conseguiu despertar, na vida do povo itabaianense, o gosto pela música.
Em 1879, Samuel Pereira de Almeida Filho da Terra trouxe, de Salvador, instrumentos, transformando a orquestra em filarmônica e dando-lhe o nome de Eufrosina. Esse período foi curto, apenas de 1879 a 1897, quando se extinguiu. Sua criação se deu de fato em 31 de outubro de 1897: mudando apenas de nome, passou a se chamar Filarmônica Nossa Senhora da Conceição, aproveitando-se os instrumentos da Filarmônica Eufrosina.
A sua presença continua nos eventos festivos da cidade, tais como procissões, inaugurações, entre outros eventos, não só municipais como também fora do município. Hoje, a Filarmônica recebe também o nome de Orquestra Sinfônica de Itabaiana. Em sua sede, há um museu de música, inaugurado em 28 de agosto de 1998, onde estão expostos instrumentos musicais do século XX como também o acervo da filarmônica constituído de várias partituras de compositores e mestres itabaianenses.

### Manifestações folclóricas de Itabaiana
A festa de Santo Antônio, uma festa mesclada do tradicional sagrado, do mercado terapêutico de raízes e plantas, dos resquícios do carnaval, da micareta, dos paus de sebo, das festas do mastro, e do reisado, faz parte do acervo tradicional e oral da cultura do povo na cidade.
No antigo Cruzeiro, atual Bairro São Cristóvão, existe o artesanato de barro, com a fabricação de potes e utensílios de cozinha, como panelas, pratos etc. Estes produtos são comercializados na feira.
O forró é uma dança tradicional nos festejos juninos desde a época do Império e até hoje é conservada essa tradição com grande euforia, principalmente no Nordeste.
A quadrilha era aplaudida desde o palácio imperial aos sertões. A grande dança palaciana do século XIX abria os bailes da corte em qualquer país europeu ou americano. Era a preferida pela sociedade, sem perder o prestígio aristocrático. Foi transformada pelo povo, que lhe deu novas figuras e comandos inesperados, constituindo, o verdadeiro baile, em sua longa execução de cinco partes gritadas pelo "marcante" ou "marcador". A quadrilha não só se popularizou como dela apareceram várias divisões no interior. Assim, a "quadrilha caipira" no interior paulista, o baile sifilítico, na Bahia e Goiás, a "Saruê" (deturpação de Soirée), no centro do Brasil e a "Massa Chico" e suas variantes campos. Em Itabaiana, desde 1930, existem organizadores e marcadores de quadrilha na Praça da Matriz.
A chegança é uma dança que representa a luta travada pelos cristãos para o batismo dos mouros (árabes). É uma tradição que retrata a vida dos marinheiros no dia a dia em suas viagens dentro de um navio com todos os perigos, com todas as aventuras, incluindo invasões e piratarias que ocorrem no alto-mar. Tais relatos ocorrem através de contos que são comandados pelo capitão piloto, e os marinheiros que repetem as cantigas que soam da boca do comando.
A festa do mastro que existia nessa cidade remonta o fim do século XIX. A brincadeira começava com a busca do mastro no "mato". O mastro era transportado nos ombros dos brincadores ao som da caceteira (conjunto de zabumba, caixa, pife).
O reisado é uma tradição portuguesa, vinda para o Brasil com os colonizadores. Comemora-se o nascimento de Jesus Cristo e a festa do dia de Reis. Constitui sempre as mesmas cenas, os mesmos personagens com ligeiras variações. O caboclo ou vaqueiro, o boi janeiro, a onça, o cavalo-marinho, a besta-fera, as figuras, a dona-do-baile e os tocadores. Seus personagens variam de acordo com a região e reisados. O caboclo é a figura principal da função que centraliza as atenções e as simpatias da assistência. Concluídos os bailados e os sapateados, entra em cena o boi janeiro, que é feito com um cobertor de chitão estampado preso a uma caveira de boi enfeitado de papel-de-seda. Com dois chifres e barulhentas guisas, um homem forte, servindo-se dessa cobertura, dança, sendo apoiado numa forquilha que sustenta a caveira. Depois das investidas do boi na assistência e no caboclo, acontece o primeiro assalto dos bichos no boi janeiro, a onça dá o primeiro salto, o caboclo consegue enxotar a onça, outros bichos tentam e falham e são vaiados pelo público. Até que a besta-fera consegue abater o boi. O caboclo reza, chora e lamenta para reanimá-lo e, já desengonçado, passa a fazer a esperada partilha.
Em 1995, surgiu a Micarana, que é um carnaval fora de época, onde surgiram vários blocos, tendo, como organizadores, os comerciantes deste município, com uma parceria com a prefeitura municipal. A Micarana arrasta, à avenida principal, inúmeros foliões. Além da comunidade, turistas vêm apreciar esta bela festa.

## Religiosidade
Quando os colonos se fixaram às margens dos riachos Lomba e Jacarecica, dando origem ao arraial de Santo Antônio, cuidaram logo em erguer uma capela para cultuar a Deus.
Essa capela foi erguida em terras particulares, por isso eram os proprietários da terra quem mandavam. Mas o pároco de São Cristóvão, padre Sebastião Pedroso de Góis, queria vender o sítio Caatinga Ayres da Rocha e armou seu plano a fim de convencer a Irmandade das Almas. Por isso, mandava retirar a imagem de Santo Antonio da Igreja velha no período da noite, deixando-o num galho da quixabeira. Para os colonos, era fácil descobrir o paradeiro do santo, já que propositadamente se deixavam pistas.
A fuga verifica-se com frequência. Depois de cada fuga, a imagem era levada em procissão para a capelinha. Não se tem data exata do início da construção da nova Igreja. Sabe-se que a Igreja Velha funcionou até 1637, mas já sem grande frequência, porque a transferência do padroeiro significou também a mudança da sede do arraial para outro sítio. Ficou, porém, a lenda de "Santo Antonio Fujão".
O ano de 1675 foi de grande importância para a vida religiosa dos primeiros habitantes de Itabaiana. Além de a Irmandade ter sido convencida a comprar o sítio para erguer o novo templo, Itabaiana ganha, a 30 de outubro, a condição de freguesia de Nossa Senhora da Vitória de Sergipe, em São Cristóvão. A nova igreja, construída em bases mais sólidas, entretanto, não resistiu por muito tempo. Em 1760, já estava praticamente em ruínas, obrigando o Vigário Francisco da Silva Lobo a derrubá-la para construir outra.
Diante da falta de recursos com que se defrontou, o padre reuniu os moradores para a busca de uma nova solução. "Vendo que não havia mais para onde recorrer, senão para as paternais mãos de Sua Majestade tão cheias de piedade...", dirigiu-se ao Rei de Portugal, dom José. O pedido foi atendido em 1764.
Santo Antonio é homenageado, tendo o início das trezenas no dia 31 de maio para seu término ser realizado no dia 12 de junho perfazendo assim treze noites. Celebrando a festa no dia 13 de junho, consagrando ao glorioso Santo Antonio.
A instituição da Irmandade das Almas é a mais antiga e subsistente no Brasil, foi criada há 30 de outubro de 1665, devido ao desenvolvimento da cidade houve a necessidade de construir novas paróquias.

## Esportes

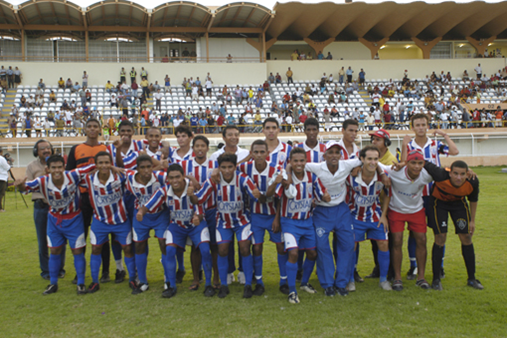
A.A. Itabaiana em 2006

Em Itabaiana, na década de 1920, surgiram dois clubes esportivos: Santa Cruz e o Brasil. Em 10 de julho de 1938, foi fundado o Botafogo, com sede provisória na Rua Barão do Rio Branco. No dia 6 de novembro do mesmo ano, o senhor Irineu Pereira de Andrade muda o nome do referido time para Itabaiana Sport Club.
Na década de 1950, houve modificação definitiva do nome para Associação Olímpica de Itabaiana. E a escolha das cores azul, vermelha e branca. A partir deste momento, passou a ter grande expressão a nível nacional. A equipe manda seus jogos no Estádio Etelvino Mendonça, um dos maiores do estado.
Possui o maior título do Futebol Sergipano, a Copa Nordeste de 1971, a qual conquistou eliminando clubes tradicionais em seus estados como Náutico, CRB, Ferroviário e Flamengo-PI.
Um dos seus grandes feitos aconteceu no dia 23 de Fevereiro de 1980, quando, pela primeira fase da Taça de Ouro, foi ao Estádio Beira-Rio e venceu o Internacional de Porto Alegre pelo placar de 2x1, quebrando uma invencibilidade de 23 jogos do Colorado. Se o Internacional vencesse, deteria um recorde até hoje não alcançado por nenhum clube brasileiro: O de ficar invicto por 3 edições do Campeonato Brasileiro, já que havia empatado a última partida em 78 e venceu a competição de 79 invicto.
Até 2021 o Itabaiana foi Campeão Sergipano 10 vezes, um recorde entre os times do interior do estado. Coleciona também várias participações no Campeonato Brasileiro e na Copa do Brasil, bem como diversas vitórias sobre grandes clubes brasileiros como Botafogo, Sport, Fortaleza, Avaí, Atlético-PR, Bahia.

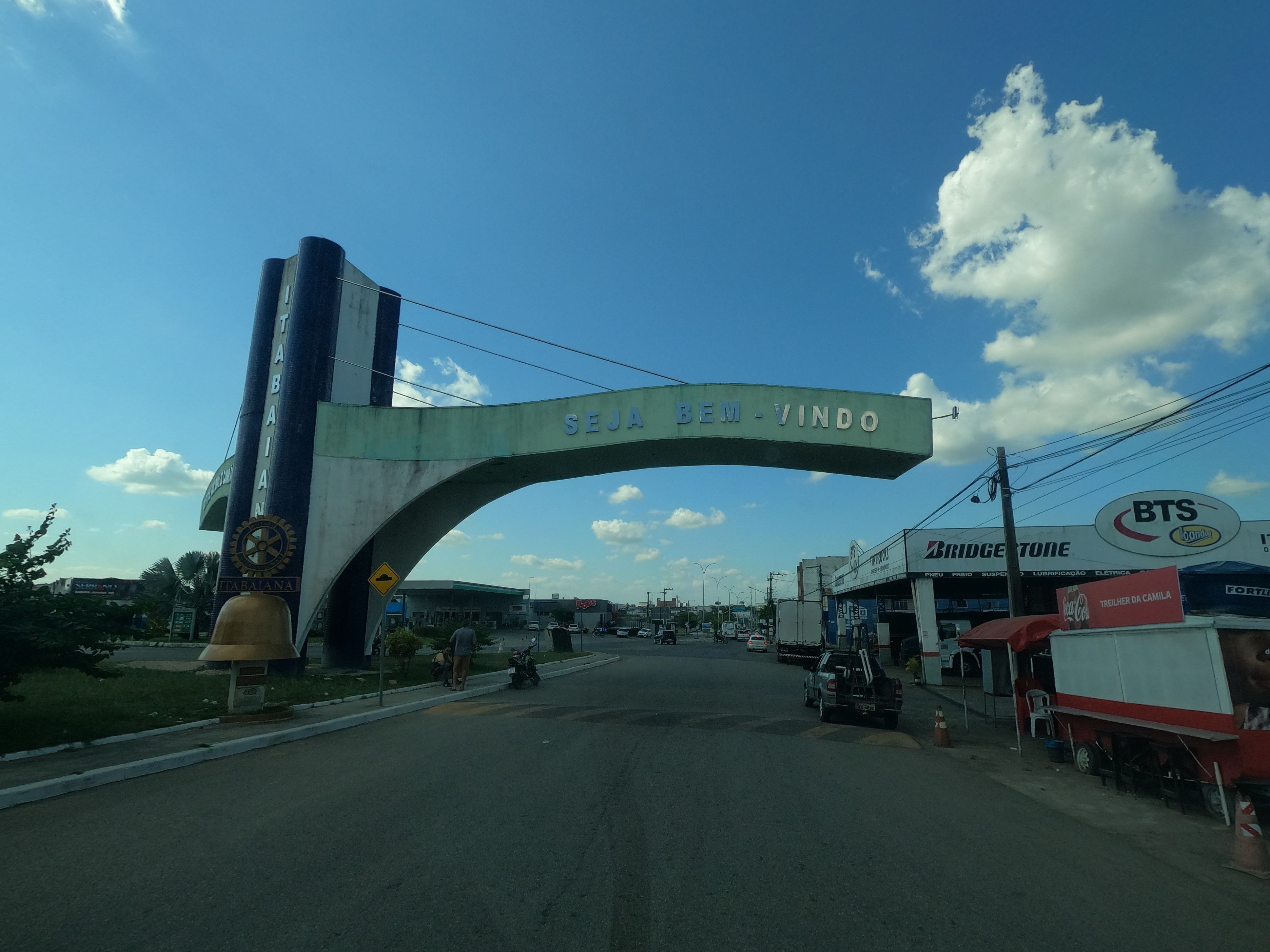
Portal da cidade de Itabaiana

## Transportes
A cidade possui meio de transporte restrito em número de veículos e horários, tem sua vida econômica facilitada pelo grande fluxo de caminhões de carga, e por isso Itabaiana é chamada "Capital dos Caminhões".

### Rodoviário
É servida pela Rodovia BR-235, que faz a ligação com a capital do estado, Aracaju, a 60 km de distância.
O Terminal Rodoviário de Itabaiana atende a cidade com ônibus de passageiros.

## Saúde
Na cidade, estão localizados: o hospital Doutor Pedro Garcia Moreno, que atualmente foi reformado e ampliado, atendendo às cidades circunvizinhas em casos de urgência média; a Maternidade São José, que presta um relevante papel, principalmente as parturientes de toda região; além de inúmeras clinicas e consultórios particulares.

## Educação
Desde 1925, a instrução em Itabaiana passou a ter uma importância maior no que se refere à educação sistemática no padrão instituição, porque a muito que a aprendizagem existia fora desses padrões. Mesmo com a ampliação da instrução pública, ano se atinge todos os graus de ensino, somente o primário. Só em 1949 é que foi surgido Ginásio e em seguida o 2º grau (equivalente ao Ensino Médio).
Possui 62 escolas de ensino infantil, 80 de ensino fundamental (16 474 alunos), 6 de ensino médio (2 581 alunos) e duas universidades, sendo uma particular (Universidade Tiradentes) e outra pública (Universidade Federal de Sergipe), além do Projeto de Qualificação Docente (PQD). A cidade também conta com um câmpus do Instituto Federal de Sergipe, atualmente em caráter provisório.

### UFS –Campus Prof. Alberto Carvalho
Um campus da Universidade Federal de Sergipe foi inaugurado em agosto de 2006, dentro da política de expansão e interiorização das instituições federais que ampliou a rede de educação superior para o interior do país.